# Raihat
Raihat (Rai Hat) ist ein indonesischer Distrikt (Kecamatan) im Regierungsbezirk (Kabupaten) Belu (Provinz Ost-Nusa Tenggara).

## Geographie
Raihat liegt im äußersten Osten des indonesischen Westtimors und wird im Osten und Norden vom zum Staat Osttimor gehörenden Gemeinde Bobonaro begrenzt. Im Westen liegt der indonesische Distrikt Lasiolat und im Osten und Süden der Distrikt Lamaknen.
Der Distrikt Raihat teilt sich in die Desas Asumanu (1.770 Einwohner 2010), Tohe (5.517), Raifatus (760), Aitoun (1.478), Maumutin (3.042) und Tohe Leten (752).
Hauptort ist Haekesak im Desa Maumutin.

## Einwohner
Der Großteil der 13.319 Einwohner (2010) spricht als Muttersprache Tetum. Im Südosten von Raihat lebt die ethnische Minderheit der Bunak.

## Geschichte

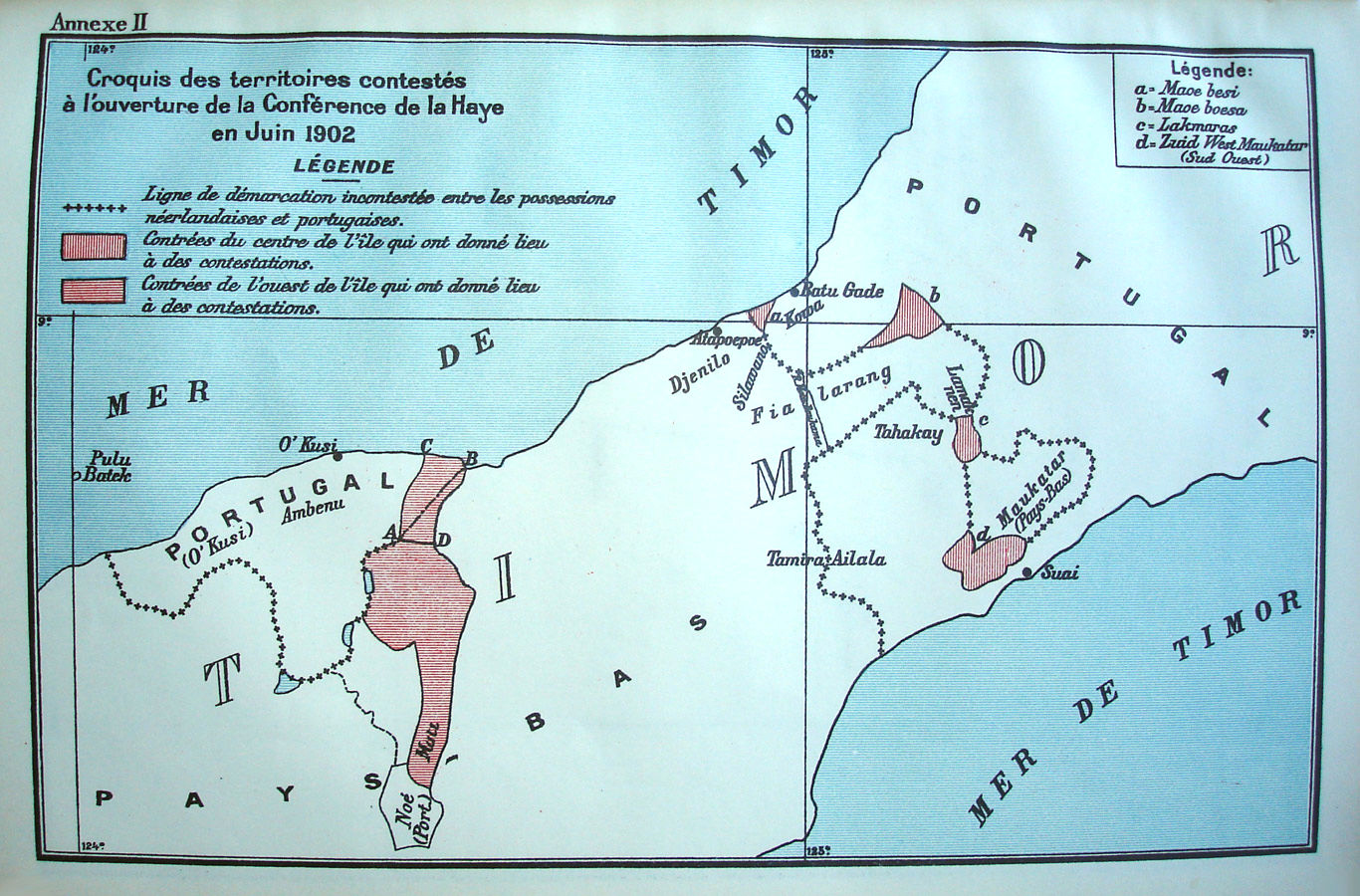
Karte des internationalen Schiedsgerichts zur Grenzziehung zwischen dem niederländischen und portugiesischen Timor

Die Region war lange Zeit umstritten zwischen den Kolonialmächten Portugal und den Niederlanden. Nach einem längeren Briefwechsel zwischen den Kabinetten der Länder kam man in der Konvention von 1913 zur Übereinkunft, die Entscheidung über die Streitigkeiten einem Schlichter zu überlassen. Am 25. Juni 1914 fällte der Ständige Schiedshof in Den Haag einen Schiedsspruch (Sentenca Arbitral). Die Landvermessungsarbeiten wurden im April 1915 beendet. Am 17. August 1916 wurde der Vertrag in Den Haag unterzeichnet, der weitgehend die heute noch bestehende Grenze zwischen Ost- und Westtimor festlegte.
Während der Gewaltwelle nach dem Unabhängigkeitsreferendum in Osttimor 1999 sollen in Flüchtlingscamps pro-indonesische Milizen vom indonesischen Militär ausgebildet worden sein, um den Krieg in Osttimor fortsetzen zu können. Etwa 25.000 Osttimoresen waren in Camps um Turiskain während der Krise deportiert worden.
An der Grenze Indonesiens kam es in den ersten Jahren nach der Unabhängigkeit Osttimors wiederholt zu Zwischenfällen.
Am 19. September 2003 erschoss der osttimoresische Polizist Agustini Barros den aus Osttimor stammenden Indonesier Vegas Biliatu im Grenzgebiet zwischen dem osttimoresischen Tunu Bibi (Suco Tapo/Memo) und Turiskain. Laut Angaben der indonesischen Polizei war das Opfer durch die Polizeipatrouille gewarnt worden, osttimoresisches Gebiet zu betreten, woraufhin Vegas seine Pfeile auf die Polizisten richtete. Zu diesem Zeitpunkt war der Grenzverlauf in diesem Bereich bereits durch die Nachbarstaaten definiert, aber noch nicht klar markiert worden.
Am 6. Januar 2006 wurden drei Indonesier an der Grenze bei Turiskain auf dem Malibacafluss von osttimoresischen Polizisten erschossen. Laut indonesischen Militärquellen waren die drei Opfer beim Fischen, als ohne Vorwarnung auf sie das Feuer eröffnet wurde. Jakarta protestierte heftig. Nach dem Vorfall kam es zu Vergewaltigungen von osttimoresischen Frauen.

## Wirtschaft
Im Ort Turiskain gibt es einen regionalen Markt.